# Tereziánská vojenská akademie
Tereziánská vojenská akademie je škola ve Vídeňském Novém Městě, kterou založila Marie Terezie v roce 1751.
Od roku 1740 byla Habsburská monarchie, které Marie Terezie vládla, ve válečném konfliktu v rámci válek o rakouské dědictví. Rakouská armáda se potýkala s nedostatkem kvalifikovaných důstojníků, a proto na základě reformy armády zpracované polním maršálem Leopoldem Josefem Mariou hrabětem z Daunu došlo dne 14. prosince 1751 za přítomnosti panovnice k založení této vojenské školy. Ze školy vyšlo přibližně 11 000 důstojníků armády.

## Vedení akademie
- 1751–1766 polní maršál Leopold Josef Maria hrabě z Daunu[1]
- 1766–1785 polní maršál Antonín hrabě z Colloreda
- 1785–1805 polní podmaršál František Josef hrabě Kinský z Vchynic a Tetova[1]
- 1805–1849 arcivévoda Jan[1]
- 1850–1854 polní podmaršál Wilhelm von Alemann
- 1854–1865 generálmajor Johann Knoll
- 1865–1868 generálmajor Moritz Haugwitz von Biskupitz
- 1868–1872 generálmajor Georg von Kees
- 1872–1876 generálmajor Ludwig Fröhlich von Elmbach
- 1876–1878 generálmajor Franz Stransky
- 1878–1882 generálmajor Laurenz von Zaremba
- 1880–1887 generálmajor Othmar Cruisz
- 1887–1889 generálmajor Franz Hartmann
- 1889–1890 generálmajor Eduard Succovaty
- 1890–1897 generálmajor Ludwig von Kosak
- 1897–1905 polní podmaršál Karl Drathschmidt
- 1905–1910 polní podmaršál Arthur Giesl von Gieslingen
- 1910–1914 polní podmaršál Josef Roth
- 1914 polní podmaršál Anton Bellmond
- 1914–1915 polní podmaršál Karl von Strasser
- 1915–1917 polní podmaršál Anton Bellmond
- 1917–1918 polní podmaršál Guido Novak von Arienti

## Sídlo akademie
Škola sídlí na hradě ve Vídeňském Novém Městě. Ten vznikl jako čtyřvěžový hrad ve 12.–13. století. Později ho coby svoji rezidenci využíval Fridrich III. Habsburský. Během 15. století prošel hrad přestavbou, během které došlo k rozšíření hradu a k přistavění kaple svatého Jiří. Po skončení tureckého ohrožení Evropy přestal mít hrad svůj strategický obranný význam. Další své uplatnění získal až se zřízením vojenské akademie, která jeho prostory využívala.
Během druhé světové války sice došlo k jeho zničení, avšak obnoven byl během rekonstrukce v 50. letech 20. století.

### Galerie

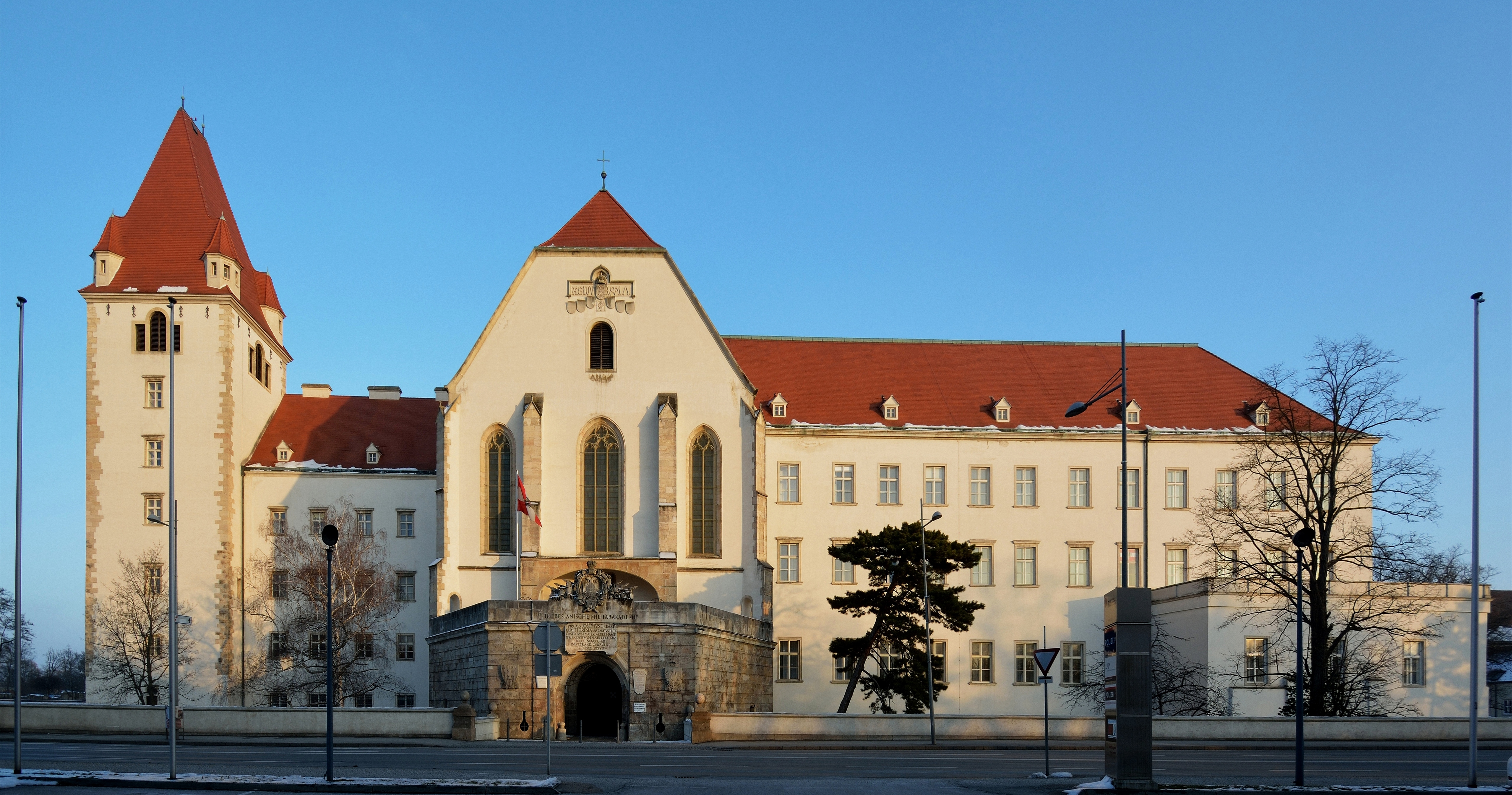
Sídlo akademie
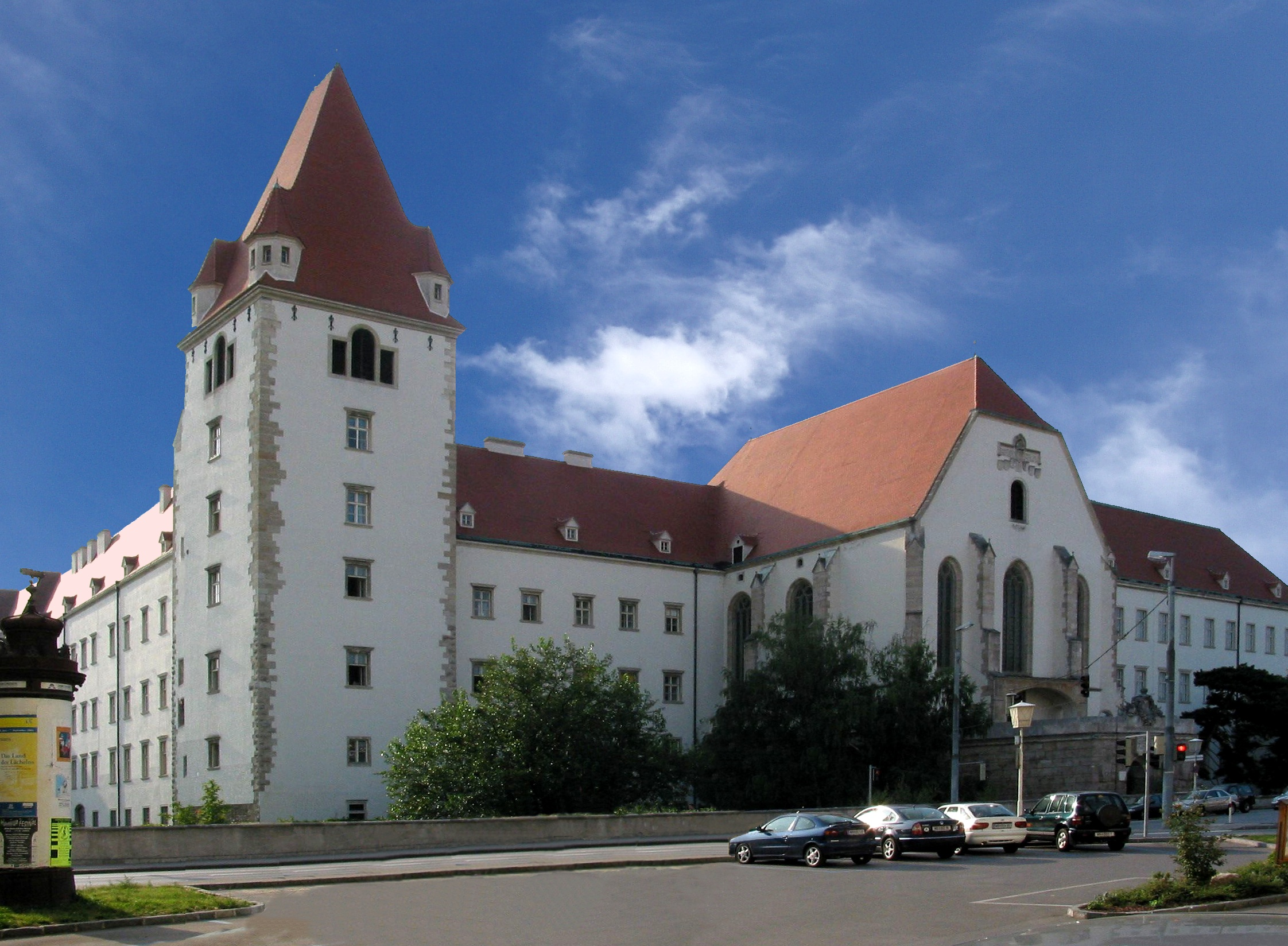
Sídlo akademie

## Tradice
Tradici tvoří motto A.E.I.O.U. a "Treu bis in den Tod! (věrný až do smrti), Vojenský řád Marie Terezie jako i roční vyřazení absolventů.

### A E I O U
Erb a pečeť příp. absolventský prsten Akademie vznikly v roce 1957 po zadání od velitele Akademie Ing. Josefa Hecka. Návrh erbu, který vybrala komise, pocházel od kapitána Adolfa Polivky. Prsten byl zpracován dle návrhu kapitána Paula Wimmera. Insignie AEIOU se historicky vážou na heslo Fridricha III.